# Иофинов, Самуил Абрамович
Самуил Абрамович Иофинов (30.01(12.02)1909, г.Витебск - 08.09.2002, г.Пушкин) — советский учёный, специалист по тракторам и сельхозмашинам. Заслуженный деятель науки и техники РСФСР.

## Биография
В 1926 году окончил Витебский кооперативный техникум (отделение сельхозкооперации). В 1928 году вместе с родителями переехал в Ленинград. Окончил Ленинградский институт механизации сельского хозяйства (отраслевой вуз Ленинградского политехнического института) (1936), его аспирантуру (1940) и там же с 1937 г. преподавал на кафедре «Эксплуатация машинно-тракторного парка» (ЭМТП), доцент (1940). Кандидат технических наук (1940).
После начала Великой Отечественной войны вступил в народное ополчение и потом продолжил службу по мобилизации. Служил на Ленинградском фронте старшим диспетчером 17-й автомобильной бригады, перевозившей грузы, технику и боеприпасы, эвакуируемых из Ленинграда раненых. Участвовал в боях при снятии блокады Ленинграда.
С ноября 1945 по 1979 г. зав. кафедрой ЭМТП ЛИМСХ. Затем профессор кафедры (1979-2000) и  профессор-консультант (2000-2002).
Доктор технических наук (1957), профессор (1959). Заслуженный деятель науки и техники РСФСР (1971).

## Награды
Награды: два ордена Отечественной войны II степени, ордена Трудового Красного Знамени, Красной Звезды; медали: «За оборону Ленинграда», две медали «За трудовую доблесть», медаль Жукова и др.

## Публикации
- Механизация и электрификация сельского хозяйства : учебник для с.-х. техникумов / С. А. Иофинов, Б. Г. Турбин, А. А. Цырин. — М. : Сельхозгиз, 1956. — 539 с. — (Учебники и учеб. пособия для техникумов)
- Die Mechanisierung der landwirtschaflichen Arbeiten in der Sowjetunion = Механизция и электрификация сельского хозяйства / Jofinow S. A., Turbin B. G., Zyrin A. A. — Deutscher bauernverlag, 1953. — 551 s.
- Технология производства тракторных работ / С. А. Иофинов. — М. : Сельхозгиз, 1959. — 230 с.
- Эксплуатация автомобилей в сельском хозяйстве / С. А. Иофинов, А. А. Цырин. — 3-е изд., доп. и перераб. — М. : Сельхозгиз, 1960. — 406 с.
- Использование автомобилей и тракторов на транспортных работах в сельском хозяйстве / С. А. Иофинов, А. А. Цырин. — Л. : Колос, 1968. — 279 с.
- Приборы для учета и контроля работы тракторных агрегатов : теория, проектирвание и расчет / С. А. Иофинов, Х. М. Райхлин. — Л. : Машиностроение, 1972. — 222 с.
- Диагностика и техническое обслуживание сельскохозяйственной техники / П. В. Андреев, А. В. Николаенко, С. А. Иофинов и др. — Л. : Лениздат, 1973.- 163 с.
- Эксплуатация машинно-тракторного парка / С. А. Иофинов. — М.: «Колос», 1974. — 480 с. с ил. — (Учебники и учеб. пособия для высш. с.-х. учеб. заведений).
- Механизация и электрификация сельского хозяйства : учебник для с.-х. техникумов / С. А. Иофинов, Б. Г. Турбин, А. А. Цырин. — М. : Сельхозгиз, 1956. — 539 с. — (Учебники и учеб. пособия для техникумов)
- Индустриальные технологии возделывания сельскохозяйственных культур / С. А. Иофинов, Г. П. Лышко. — М. : Колос, 1983. — 191с. : ил. — (Учеб. пособие для фак. повышения квалификации руководящих кадров и специалистов сел. хоз-ва).
- История техники и науки о механизации земледелия / С. А. Иофинов ; С.-Петерб. гос. аграр. ун-т. — СПб. : СПбГАУ, 1994. — 178 с. — К 90-летию С.-Петербург. гос. аграр. ун-та
- Становление агроинженерной науки и образования в России(XIX-XX вв.) : учеб. пособие для студ. высш. с.-х. учеб. заведений / С. А. Иофинов др.. — СПб. : Химиздат : СПбГАУ, 1999. — 351 с.

## Семья
Дочь Елизавета Самуиловна Фокина работала в Военно-морском политехническом институте в должности старшего преподавателя кафедры Теоретической механики и гидромеханики.
Внук - Георгий Анатольевич Фокин, генеральный директор ООО «Газпром трансгаз Санкт-Петербург».